# كيسي كاتانزارو
كيسي كاتانزارو هي مصارعة محترفة أمريكية ولدت في14 يناير 1990، تعمل حالياً في دبليو دبليو إي في قسم إن إكس تي.شاركت من قبل في برنامج أميركان نينجا واريور.

## روابط خارجية
- كيسي كاتانزارو على موقع دبليو دبليو إي (الإنجليزية)
- كيسي كاتانزارو على موقع WrestlingData.com (الإنجليزية)
- كيسي كاتانزارو على موقع CageMatch worker (الإنجليزية)
- كيسي كاتانزارو على موقع قاعدة بيانات المصارعة على الإنترنت (الإنجليزية)
- كيسي كاتانزارو على موقع عالم المصارعة على الإنترنت (الإنجليزية)